# Llaillay (kommun)
Llaillay är en kommun i Chile.   Den ligger i provinsen Provincia de San Felipe och regionen Región de Valparaíso, i den södra delen av landet, 70 km norr om huvudstaden Santiago de Chile.
Omgivningarna runt Llaillay är i huvudsak ett öppet busklandskap. Runt Llaillay är det ganska glesbefolkat, med 28 invånare per kvadratkilometer.